# Облога столиці сіраків
Облога столиці сіраків — епізод бойових дій війни за престол Боспорського царства, котру сини Перісада I вели при підтримці сусідніх племен.
Після смерті Перисада І царем став його старший син Сатир, проте свої претензії на престол також висунув його брат Евмел. Останній звернувся за допомогою до Аріфарна, правителя сарматського племені сіраків, котре займало території на схід від Меотиди. Сатир, сили якого також майже повністю складались із союзного контингенту (тільки у цьому випадку скіфського), завдав поразки супротивникам в битві на річці Фат (наразі не ідентифікована), змусивши Евмела та Аріфарна відступити до столиці останнього. Діодор, завдяки якому до нас дійшов опис подій боспорської війни, не вказує назви цього міста, зазначаючи лише, що воно знаходилось на тільки що названій річці.
Первісно Сатир не наважився підступити до столиці сіраків, а зайнявся спустошенням їх земель. Захопивши багато полонених та здобичі, боспорський цар все-таки вирішив напасти на головне місто Аріфарна. Його цитадель знаходилась на піднесенні, гарно захищеному річкою та урвищами. Там, де до неї було можливо підступитись ззовні, вхід прикривали високі башти та інші укріплення. Спробувавши пробитись цим шляхом, Сатир зазнав невдачі та лише втратив чимало воїнів.
Тоді він вирішив підійти до цитаделі зі сторони міста, котре лежало на протилежній від нього стороні річки у важкій болотяній місцевості (будинки в цьому поселенні споруджували на палях). Боспорському царю вдалось подолати природні перепони та зруйнувати частокіл. Захопивши місто, його загони переправились через річку та почали підійматись до цитаделі по схилу, порослому густим лісом. Щоб створити умови для штурму, воїни Сатира три дні рубали дерева, зазнаючи під час цього втрат від вогню сіракських лучників. Нарешті, на четвертий день вони підібрались до стіни, але, скупчившись тут на вузькому просторі, зазнали великих втрат під обстрілом захисників.
Командир найманців Меніск відважно бився біля стіни зі своїми людьми, проте в якийсь момент був вимушений відступати під натиском переважаючих сил ворога, котрі вийшли з цитаделі. Побачивши Меніска у небезпеці, Сатир кинувся йому на допомогу і був важко поранений списом. Тієї ж ночі він помер у своєму таборі.
Меніск, котрий перейняв на себе командування царською армією, відступив до міста Гаргаза (розташування наразі також не ідентифіковане), звідки відіслав тіло Сатира до столичного Пантікапею.